# Carlos Hipólito
Carlos López Hipólito, més conegut com a Carlos Hipólito (Madrid, 1956) és un actor espanyol.

## Biografia
Fill d'un arquitecte i una mestressa de casa, Carlos va començar a ser espectador de teatre gràcies a la seva mare, molt aficionada, la major satisfacció de la qual era portar als seus fills a veure les funcions del Teatro María Guerrero a Madrid.
Des que el 1976 va pujar professionalment a un escenari teatral, al llarg de tota la seva carrera nombrosos premis han proclamat el mestratge del seu treball d'intèrpret en els més diversos gèneres dramàtics. Cal destacar tres obres en la seva carrera: Art, de Yasmina Reza, El método Grönholm, de Jordi Galcerán i Todos eran mis hijos, d'Arthur Miller.
Actor de talent versàtil, també ha intervingut amb freqüència en les més variades sèries de televisió i cinema, inoblidable la seva presència a Mi hermano del alma, de Mariano Barroso i Ninette, de José Luis Garci, amb qui ha treballat en la majoria de les seves pel·lícules, com You're the One (una historia de entonces), Historia de un beso -per la fue fou nominat al Goya al millor actor secundari-, Tiovivo c. 1950, Sangre de mayo i Holmes & Watson. Madrid Days.
Està casat amb la també actriu Mapi Sagaseta, amb la qual té una filla anomenada Elisa.
Interpreta, des de 2001, la veu d'adult de Carlos Alcántara Fernández en la sèrie de televisió emesa per TVE1, Cuéntame cómo pasó. En 2015, va actuar com Leopoldo Ferreiro Lobo en les dues primeres temporades de la sèrie espanyola Vis a vis (sèrie de televisió).
Al setembre de 2019 va començar a rodar en la Basílica d'Atocha, a Madrid, una sèrie televisiva basada en l'obra de Julia Navarro, Dime quien soy.

## Filmografia i Premis

### Cinema
| Any  | Pel·lícula                                | Director               | Notes/Premis                                                                                 |
| ---- | ----------------------------------------- | ---------------------- | -------------------------------------------------------------------------------------------- |
| 1991 | Beltenebros                               | Pilar Miró             |                                                                                              |
| 1992 | Una mujer bajo la lluvia                  | Gerardo Vera           |                                                                                              |
| 1992 | Salsa rosa                                | Manuel Gómez Pereira   |                                                                                              |
| 1993 | Mi hermano del alma                       | Mariano Barroso        | Semana de Cinema Espanyol de Múrcia - Premi "Francisco Rabal" al millor actor                |
| 1993 | El pájaro de la felicidad                 | Pilar Miró             |                                                                                              |
| 1997 | Hazlo por mí                              | Ángel Fernández Santos |                                                                                              |
| 1999 | Goya en Burdeos                           | Carlos Saura           |                                                                                              |
| 2000 | You're the One (una historia de entonces) | José Luis Garci        |                                                                                              |
| 2002 | Hombres felices                           | Roberto Santiago       |                                                                                              |
| 2002 | Historia de un beso                       | José Luis Garci        | Nominat - Goya al millor actor secundari Nominat - Medalla del CEC al millor actor secundari |
| 2002 | Cásate conmigo, Maribel                   | Ángel Blasco           |                                                                                              |
| 2002 | La soledad era esto                       | Sergio Renán           |                                                                                              |
| 2004 | Tiovivo c. 1950                           | José Luis Garci        |                                                                                              |
| 2004 | El séptimo día                            | Carlos Saura           |                                                                                              |
| 2005 | Ninette                                   | José Luis Garci        |                                                                                              |
| 2007 | Lola                                      | Miguel Hermoso         |                                                                                              |
| 2008 | Sangre de mayo                            | José Luis Garci        |                                                                                              |
| 2009 | Amores locos                              | Beda Docampo Feijóo    |                                                                                              |
| 2012 | Holmes & Watson. Madrid Days              | José Luis Garci        |                                                                                              |
| 2014 | Francisco                                 | Beda Docampo           |                                                                                              |
| 2016 | 1898: Los últimos de Filipinas            | Salvador Calvo         |                                                                                              |

### Televisió
| Any       | Sèrie/Telefilme/Especial                                                      | Notes/Premis |
| --------- | ----------------------------------------------------------------------------- | --- |
| 1980      | Cervantes                                                                     | |
| 1981–1982 | La cometa blanca                                                              | |
| 1982–1983 | Estudio 1                                                                     | |
| 1985      | Goya                                                                          | |
| 1989      | Amores difíciles: Yo soy el que tú buscas                                     | |
| 1990      | La forja de un rebelde                                                        | |
| 1991      | Eva y Adán, agencia matrimonial                                               | |
| 1991      | Las chicas de hoy en día                                                      | |
| 1992      | Hasta luego cocodrilo                                                         | |
| 1992      | Crónicas del mal                                                              | |
| 1994      | Habitación 503                                                                | |
| 1995      | Lazos                                                                         | |
| 1995      | A su servicio                                                                 | |
| 1996      | Médico de familia                                                             | |
| 1997      | Blasco Ibáñez, la novela de su vida                                           | |
| 2000      | Antivicio                                                                     | |
| 2003      | La Mari                                                                       | |
| 2005      | Hospital Central                                                              | |
| 2006      | El comisario                                                                  | |
| 2007      | Hermanos y detectives                                                         | |
| 2007      | Desaparecida                                                                  | Premi Unión de Actores al millor actor protagonista de televisió Nominat - Premi ATV 2007 al millor actor i també en 2008 |
| 2008      | Guante blanco                                                                 | Nominat - Premi ATV 2008 al millor actor                                                                                  |
| 2008      | Cerimònia de clausura - 56è Festival Internacional de Cinema de Sant Sebastià | Presentador |
| 2009      | La Mari 2                                                                     | |
| 2009      | Los misterios de Laura                                                        | |
| 2010      | La Duquesa                                                                    | |
| 2010      | La huella del crimen 3: El asesino dentro del círculo                         | |
| 2010      | Acusados                                                                      | |
| 2010      | XIII edició dels Premis Max                                                   | Presentador |
| 2011      | La Duquesa: 2a part                                                           | |
| 2011      | Alakrana                                                                      | |
| 2011      | El fútbol nos vuelve locos                                                    | Sèrie per internet |
| 2013      | Hermanos                                                                      | Minisèrie |
| 2001-2018 | Cuéntame cómo pasó                                                            | (Veu en off de Carlos Alcántara adult)                                                                                    |
| 2015-2016 | Vis a vis                                                                     | Leopoldo Ferreiro Lobo |
| 2016      | El Ministerio del Tiempo Capítol 21                                           | Felip II d'Espanya |
| 2018-¿?   | Vivir sin permiso                                                             | Fidel Lamas |

### Teatre
| Any       | Obra de teatre                    | Notes/Premis |
| --------- | --------------------------------- | --- |
| 1976      | Proceso a la sombra de un burro   | |
| 1977      | Cándido                           | |
| 1978      | Asamblea general                  | |
| 1978      | Así que pasen cinco años          | |
| 1979      | Don Carlos                        | |
| 1979      | La dama boba                      | |
| 1980      | La señora Tártara                 | |
| 1982      | Seis personajes en busca de autor | |
| 1982      | Mariana Pineda                    | |
| 1983–1984 | El botín                          | |
| 1985      | Bohemios                          | |
| 1985      | Madre Coraje y sus hijos          | |
| 1985      | El hospital de los locos          | |
| 1986      | El concierto de San Ovidio        | |
| 1986      | El sueño de una noche de verano   | |
| 1987      | Los enredos de Scapin             | |
| 1988      | Julio César                       | |
| 1989      | Largo viaje hacia la noche        | Premis de la Vila de Madrid - Premi Ricardo Calvo d'interpretació dramàtica per actors |
| 1989      | Así que pasen cinco años          | |
| 1991      | Las comedias bárbaras             | |
| 1991–1992 | La verdad sospechosa              | Premi Unión de Actores a la millor interpretació protagonista de teatre |
| 1993      | Casi una diosa                    | |
| 1993      | La estación                       | |
| 1994      | El médico de su honra             | Premi Unión de Actores a la millor interpretació protagonista de teatre |
| 1995–1996 | El misántropo                     | Finalista - Fotogramas de Plata al millor actor de teatre |
| 1997      | Recital antología poética Lorca   | |
| 1998      | Lorca: Poeta en Nueva York        | |
| 1998–2001 | Arte                              | Premi Unión de Actores a la millor interpretació protagonista de teatre Premis Max al millor actor protagonista Premi Ercilla a la millor interpretació protagonista |
| 2001–2002 | Historia de un caballo            | Nominat – Premi Max al millor actor protagonista Nominat – Premi Unión de Actores a la millor interpretació protagonista de teatre Finalista - Fotogramas de Plata al millor actor de teatre |
| 2002      | Romeo y Julieta                   | |
| 2002      | Siete escenas de Hamlet           | |
| 2002      | En brazos del aire                | |
| 2002      | El burlador de Sevilla            | Nominat – Premi Max al millor actor protagonista Nominat - Premi Mayte de Teatre a la millor interpretació teatral Nominat - Premi Unión de Actores al millor actor protagonista de teatre |
| 2004      | Dakota                            | |
| 2004–2006 | El método Grönholm                | Premi Unión de Actores al millor actor protagonista de teatre Premi Mayte de Teatre a la millor interpretació teatral |
| 2009      | Don Carlos                        | Premis de la Villa de Madrid - Premi Ricardo Calvo d'interpretació dramàtica per actors |
| 2009-2010 | Glengarry Glen Ross               | Premi Max al millor actor protagonista Premis de la Villa de Madrid - Premi "Ricardo Calvo" d'interpretació dramática per actors Nominat - Premi Valle Inclán de Teatre a la millor labor teatral Nominat - Premi Mayte de Teatro a la millor interpretació teatral Nominat - Premi Ercilla a la millor interpretació protagonista |
| 2010-2011 | Todos eran mis hijos              | Asociación Amigos del Teatro de Valladolid - Premi "Meliá Recoletos" Premi Teatro de Rojas a la millor interpretació masculina Premi Unión de Actores al millor actor protagonista de teatre Nominat - Premi Max al millor actor protagonista Nominat - Premi Valle Inclán de Teatre a la millor labor teatral                     |
| 2012      | Follies                           | Premi Max al millor actor protagonista Premi Unión de Actores al millor actor protagonista de teatre |
| 2012      | Sonrisas y lágrimas               | |
| 2013-2015 | El crédito                        | Nominat - Premi Valle Inclán de Teatre a la millor labor teatral Nominat - Premi Ercilla a la millor interpretació protagonista |
| 2013-2014 | Feelgood                          | Col·laboració en vídeo, com a President del Govern. |
| 2017      | Billy Elliot                      | Pare de Billy |
| 2019      | Copenhague                        | |